# Discestra deleta
Discestra deleta är en fjärilsart som beskrevs av Edward Alfred Cockayne 1952. Discestra deleta ingår i släktet Discestra och familjen nattflyn. Inga underarter finns listade i Catalogue of Life.